# Bajkalsko jezero
Bajkalsko jezero (rus. О́зеро Байка́л, burjatski: Байгал далай) u azijskom dijelu Ruske Federacije najstarije je jezero (oko 25 milijuna godina), i ujedno najdublje (oko 1700 m) jezero na svijetu. Zbog svoje starosti i izoliranosti nastala je jedna od najbogatijih slatkovodnih fauna koja je nezaobilazna u proučavanju evolucije. U jezeru i oko njega nalazi se mnoštvo jedinstvenih biljnih i životinjskih vrsta zbog čega se često naziva i „Ruski Galapagos”. Zbog toga je 1996. god. upisano na UNESCO-ov popis mjesta svjetske baštine u Aziji.

## Odlike
Ime mu dolazi od tatarskog Bai-kul, što znači „Bogato jezero”, ili jakutskog Bajagal, što znači „Veliko jezero”, a poznato je i pod nazivom „Plavo sibirsko oko”.
S obzirom na svoju izrazitu dubinu od 1637 m i veliku površinu (31.500 km2), zaprema više od 20 % svjetskih zaliha slatke vode u tekućem stanju (dakle, ne uključujući ledenjake).
Upravno se nalazi u dvije upravne jedinice, u Irkutskoj oblasti i u Burjatiji. U njega utječe čak 336 rijeka, a izvire samo jedna rijeka, Angara, duga 1779 km, desna pritoka Jeniseja i odnosi prosječno 1920 m³ vode u sekundi. Ukupna površina sliva jezera iznosi 557.000 km². U jezeru se nalazi 27 otoka od kojih je najveće Olhon (742 km²). Pretpostavlja se da je starost Bajkalskog jezera između 20 i 30 milijuna godina.
Podrijetlo jezera i dalje je tema znanstvenog spora, ali se smatra da je dio kontinentalnog rasjeda, takozvanog „Bajkalskog rova”, koji je nastao tektonskim pomicanjem ploča, a širi se i produbljuje oko 2 cm godišnje. Ovdje se razdvajaju, euroazijska i amurska ploča praveći pukotinu u zemljinoj kori. Uzrok ovoga rascjepa leži na krajnjem jugu gdje Indijska ploča kao klin pritišće i razdvaja spomenute ploče. Zona Bajkalskog rova ima najveću dubinu upravo u području Bajkalskog jezera, koje je oko 1600 km duga pukotina, a skoro 6 km duboka. Dakle, Bajkalsko jezero, koje zbog sedimenata doseže „samo” 1642 m dubine ujedno je najdublja kriptodepresija na svijetu s dnom na dubini od 1181 m ispod površine mora. Kada bi zaronili na dno jezera tlak vode na ljudsko tijelo bi bio jačine od 16.108.020 paskala.
Oko jezera su planinska gorja, visoka između 1180 i 2575 m, koji kanaliziraju uzdužne vjetrove koji su izrazito opasni za plovidbu jezerom. Sa sjevera verhovnik, koji puše brzinom oko 20 m po sekundi i podiže valove na jugu jezera visoke i do 4,5 m, a s juga puše kultukčiji su valovi visoki do 3,5 m na srednjem i sjevernom dijelu jezera. Najopasniji su ipak vjetrovi poprečnog pravca, slapoviti vjetar sarma koji puše na zapadnoj strani jezera spuštajući se niz dolinu obale rijeke Sarme, te dostiže brzinu između 40 do 50 m u sekundi i podiže valove i do pet metara visine na srednjem dijelu jezera. Najviši valovi na Bajkalskoj jezeru su u kasnu jesen, pred zaleđivanje jezera. Koncem rujna 1902. god. ovi vjetrovi 
Voda Bajkalskog jezera se koristi za piće. Tijekom zime, kada je cijela površina jezera prekrivena debelom ledenom korom, režu se kocke leda i raznose na prodaju po okolnim naseljima. Također u to vrijeme (od siječnja do svibnja), jezerom se odvija automobilski, kamionski i drugi prijevoz. Zbog veličine jezera, malo je vjerojatno da ćete naići na neki drugi automobil, pa je vožnja prilično sigurna. Led je tu dubok od 30 cm, pa do nekoliko metara.
Istočne obale Bajklaskog jezera su dom burjatskim plemenima, koja gaje koze, deve, goveda i ovce.
- Bajkalsko jezero i okolna gorja
- Delta Selenge, glavnog pritoka Bajkalskog jezera
- Krug tankog leda, opsega od oko 4,4 km na južnom kraju jezera, vjerojatno uzrokovan konvekcijom
- Istraživanje ledenog pokrivača

## Bioraznolikost
U jezeru živi više od 1085 vrsta biljaka i 1550 vrsta životinja od kojih je skoro 80% endemskih vrsta. Od biljaka tu je i močvarski osat (Cirsium palustre), čije je ovo najistočnije nalazište. Oko 80-90% biomase u jezeru čini endemska vrsta zooplanktona, Epischura baikalensis. Jedna od životinjskih vrsta je i bajkalski tuljan (Phoca sibirica), rijetka vrsta slatkovodnog tuljana. Zbog njihova skupocjenog krzna, česta su meta brojnih krivolovaca
Od riba najznačajnije su: omul (Coregonus autumnalis migratorius), dvije vrste golomjanke ili tzv. bajkalske uljne ribe  (Comephorus baicalensis i C. dybowskii), dvije vrste lososa (Thymallus arcticus baicalensis i Salmonidae baicalensis), te bajkalska jesetra (Acipenser baerii baicalensis), sve endemske vrste velike komercijalne vrijednosti.
Od beskralješnjaka tu su crvi virnjaci (Turbellaria), puževi i rakovi postranice (Amphipoda).
- Bajkalski tuljan
- Bajkalski ribari love oko 15 komercijalnih vrsta riba od kojih je najprisutniji endemski omul.
- Sušenje Omula
- Led Bajkalskog jezera

## Zaštita
Nakon što je 1996. god. Bajkalsko jezero postala UNESCO-ova svjetska baština, Odbor za svjetsku baštinu, međuvladino tijelo osnovano Konvencijom o svjetskoj baštini, redovito je ispitivao stanje očuvanosti područja. Na 29. sjednici Odbora za svjetsku baštinu u Durbanu, u Južnoj Africi, u srpnju 2005. godine, Odbor je izjavio da bi svaki razvoj naftovoda koji prelazi sliv Bajkalskog jezera i glavnih pritoka bio slučaj za upis jezera na Popis mjesta svjetske baštine u opasnosti. Nakon otvorenog pisma predsjedniku Ruske Federacije, Vladimiru Putinu, o stanju očuvanosti svjetskog naslijeđa Bajkalskog jezera 2006. god., vlada Republike Rusije je odlučila promijeniti kurs naftovoda čime je „Ruska Federacija pokazala svoju predanost pridruživanju međunarodnim naporima u zaštiti zajedničke baštine čovječanstva i promicanju održivog razvoja”.
No, na 33. sjednici Odbora za svjetsku baštinu (Sevilla, 2009.), Centar za svjetsku baštinu i IUCN primili su velik broj pisama od pojedinaca koji su bili zabrinuti za stanje očuvanosti baštine Bajkalskog jezera, a posebno zbog ponovnog otvaranja Bajalskoga pogona za papir i celulozu (BPPM) i njegovih vjerojatnih utjecaja na izvanrednu univerzalnu vrijednost i integritet Bajkalskog jezera. Greenpeace Rusija i WWF su 2010. skupili 125.000 potpisa ljudi širom svijeta koji su potpisali peticiju za zaštitu Bajkalskog jezera. U veljači 2013. god. Vlada Rusije donijela je odluku o zatvaranju BPPM-a, a u rujnu 2013. zaustavljena je proizvodnja, te se planira uklanjanje akumuliranog oštećenja okoliša
God. 2018. UNESCO je zaprimio i žalbe o opsežnim planovima sječe šume na prostorima zaštićenog područja Bajkalskog jezera, o čemu se vlada Ruske Federacije još treba očitovati
Krivolov je jedan od problema očuvanja flore i faune Bajkalskog prirodnog područja, osobito izlov bajkalskih tuljana, a posebno mladunčadi.

## Vanjske poveznice
- Lake Baikal (UNESCO/NHK) video na službenim stranicama UNESCO-a (engl.)

### Ostali projekti
|  | Zajednički poslužitelj ima još gradiva o temi Bajkalsko jezero |